# Église catholique orthodoxe de France
L'Église catholique orthodoxe de France (ECOF), également appelée Église orthodoxe de France, est un  groupe religieux pratiquant l'orthodoxie de rite occidental.

## Histoire

### Création
L'ECOF est fondée en septembre 1927.

### Dans l'Église orthodoxe russe
De 1936 à 1953, l'ECOF fait partie de l'Église orthodoxe russe (ÉOR).

### Rupture avec l'ÉOR, entrée dans l'ÉORHF
En 1957, l'ECOF entre dans l'Église orthodoxe russe hors frontières (ÉORHF).
"En définitive, la Liturgie [célébrée selon le rite des Gaules] étudiée constitue une œuvre orthodoxe traditionnelle" conclut le rapport de la commission liturgique de l'Église russe hors frontière présidée en 1961 par l'archevêque Jean Maximovitch de San Francisco.
En 1966, il y a rupture entre l'ECOF et l'ÉORHF ; selon l'ECOF, cette rupture s'est faite « pour des raisons de principe et d'incompatibilité idéologique » et ce « afin de préserver la vocation occidentale et française [de l'ECOF] ».

### Entrée dans le Patriarcat de Roumanie et sortie
En 1967, l'Église catholique orthodoxe de France fête le quarantième anniversaire de sa création, en septembre 1927.
En 1970 meurt Eugraph Kovalevsky (aussi appelé Jean de Saint-Denis), premier hiérarque de l'Église orthodoxe de France depuis 1966.
En 1972, l'ECOF rejoint le Patriarcat de Roumanie. En 1974, le Patriarcat de Roumanie fait de l'ECOF un de ses diocèses. Le Patriarcat de Roumanie consacrera un évêque pour l'ECOF : Gilles Bertrand-Hardy, sous le nom de Germain de Saint-Denis.
En 1993, l'Église de Roumanie retire sa reconnaissance canonique à l'ECOF. Le Patriarcat rompt donc la communion avec l'ECOF et l'évêque Germain est réduit à l'état laïc "par le Saint-Synode de l'Église de Roumanie". Une partie des fidèles quittent à cause de cela l'ECOF et la plupart de ces derniers rejoignent le Patriarcat de Roumanie. En 1999, l'ECOF compte environ 4 000 fidèles.

### Situation actuelle
Le 31 janvier 2016, le prêtre Jean-Louis Guillaud, désigné candidat à l'épiscopat par un vote des fidèles, est sacré évêque de l'ECOF sous le nom de Benoît par l'ex-évêque Germain de Saint-Denis et l'évêque Cassien (Moukhine) de Marseille (anciennement dans l'Église orthodoxe russe en exil). Le même jour est formé le Synode de l’Église catholique orthodoxe de France.
L'ECOF a aujourd'hui une trentaine de paroisses (auto-déclarées).